# Ted Bundy
Theodore Robert „Ted” Bundy (n. 24 noiembrie 1946, Burlington, Vermont, SUA – d. 24 ianuarie 1989, Florida, SUA) a fost un criminal în serie american, răpitor și violator. El a mărturisit uciderea a 30 de femei, deși numărul real al crimelor comise nu este cunoscut.

## Biografie
Ted Bundy s-a născut în 1946 în Burlington, Vermont, Statele Unite ale Americii. A locuit împreună cu mama sa Louise Cowell și bunicul său Sam Cowell când era copil. Bundy și mama sa s-au mutat la Washington, unde s-a căsătorit cu un bărbat numit John Culpepper Bundy. În Washington, Bundy era un student bun și mergea frecvent la biserică, totuși îi era greu să-și facă prieteni și a început să fure. Încă de mic, Bundy s-a implicat în politică și a cerut-o de soție pe iubita lui din liceu. A părăsit-o câteva zile mai târziu, apoi și-a început crimele. Oamenii pe care Bundy i-ar fi ucis erau asemănători cu fosta lui iubită din liceu: tineri, cu pielea albă (caucaziană) și cu părul brunet lung.
Primele crime ale lui Bundy au fost în 1974, cu primul său atac violent cunoscut, pe 4 ianuarie, când a intrat în camera lui Karen Sparks, și a lovit-o cu o bară de metal în cap în timp ce dormea. Apoi a violat-o cu o tijă de metal pe care a luat-o de pe pat. Karen a fost găsită dimineața următoare într-o baltă de sânge. Ea nu a fost ucisă, ci a rămas în comă și a suferit leziuni la nivelul creierului. Câteva săptămâni mai târziu, pe 31 ianuarie, Bundy a intrat în subsolul unei femei și a lovit-o în cap, apoi a îmbrăcat-o, a înfășurat-o într-o pătură și a ascuns-o. A fost găsită un an mai târziu în Seattle, Washington fără cap. Până în iunie 1974 a ucis încă opt femei în Washington. În iunie, le-a răpit pe Janice Ott și pe Denise Naslund de la un parc din apropierea orașului Seattle. Aceste atacuri, spre deosebire de atacurile anterioare, au fost în "lumina zilei"; în fața altor persoane.
În vara anului 1974, Ted Bundy și-a făcut veacul pe o plajă populară unde încerca să își caute următoarele posibile victime, afirmă martorii: ,,Era un om înalt, slab, cu ochii albaștri, parul șaten și cu o mână în ghips, le cerea fetelor să îl ajute să urce o barcă pe mașina sa." După ce fetele îi urcau barca pe mașină, Ted le băga cu forța în mașină și pleca rapid ca nimeni să nu observe vreo dispariție misterioasă. Spre ghinionul lui Bundy, o fată pe care a răpit-o avea o bicicletă galbenă lăsată pe plajă, această bicicletă a ajutat poliția în anchetă pentru a realiza un portret robot. 
Până să îl prindă poliția pe Ted, șeful politiei (Richard King) a reușit să rețină un număr de suspecți, mai exact 100. Pe majoritatea îi chema ,,Ted" și dețineau un Volkswagen ,,Broscuță" bej, un număr destul de mare din cei reținuți făceau parte din poliție. 

În septembrie 1974, Bundy s-a mutat în Utah pentru a începe să studieze dreptul la Universitatea din Utah. A început să comită omoruri din nou în octombrie. Bundy a răpit și a ucis trei fete în octombrie 1974, una dintre ele fiind fiica unui ofițer de poliție. La 8 noiembrie, Bundy i-a spus unei fete de pe stradă că era ofițer de poliție și că este nevoită să intre în mașina acestuia. A făcut-o, crezând că într-adevăr era ofițer de poliție. Apoi a incercat să o încătușeze, dar aceasta s-a zbătut și nu a reușit, la scurt timp a sărit din mașină și a scăpat nevătămată. Bundy era extrem de supărat că a dispărut și astfel câteva ore mai târziu a răpit o altă fată și a ucis-o. Corpul ei nu a fost găsit niciodată. Bundy a continuat să locuiască în Utah și pe parcursul anului 1975 și încă mai frecventa școala de drept, dar a început să omoare doar oameni din Colorado. Bundy a răpit și a ucis patru femei din Colorado și încă una din Utah în prima jumătate a anului 1975 (ianuarie-iunie).
La 16 august 1975, Bundy a fost arestat pentru că nu a tras pe dreapta atunci când a fost somat de către o patrulă de poliție care era sub acoperire. Când i-au verificat mașina, au găsit o mască de schi, un cuțit sub scaunul șoferului, o rangă, cătușe, saci de gunoi și alte obiecte pe care le-ar fi folosit pentru a distruge dovezile crimelor sale. Poliția a observat mai apoi ca mașina lui Bundy se potrivea descrierii mașinii despre care le-a povestit fata care a scăpat anterior. Bundy a fost condamnat la 1 martie 1976, la 15 ani de închisoare pentru răpirea ei. Bundy a evadat de două ori în 1977, înainte de a putea fi condamnat pentru crimele comise. La începutul anului 1978, a plecat spre Florida unde a ucis încă două femei și a rănit alte trei persoane. După aceea, a ucis o fată de 12 ani numită Kimberly Leach. Ea a fost ultima fată ucisă de Bundy, fiind oprit de un ofițer de poliție la 15 februarie 1978.
Bundy avea tulburare de personalitate antisocială. Acesta a fost judecat de pe 25 iunie până pe 31 iulie pentru crimele comise. A fost condamnat la moarte prin scaunul electric. În momentul în care se afla în închisoare și așteaptă să fie executat, el a ajutat poliția să investigheze alte crime, iar în 1988 a recunoscut că a ucis încă opt femei, un număr mai mare decât cel cunoscut de autorități. Bundy a fost executat în închisoarea de stat din Florida, la 24 ianuarie 1989. A murit la vârsta de 42 de ani.

Pe data de 24 ianuarie 2019, Joe Berlinger a lansat un documentar cu ocazia aniversării a 30 de ani de la execuția criminalului Bundy numit ,,Conversații cu un ucigaș: Ted Bundy" disponibil pe platforma de streaming Netflix. În acest serial documentar se prezintă pas cu pas clipele din viața de ucigaș ale lui Theodor, procesele sale, declarații catalogate perverse dar și imagini cu el în timp ce se afla în arest în Penitenciarul din Florida.